# Artur Ribeiro
Artur Miguel de Campos Lopes Teixeira Ribeiro (* 30. September 1969 in Coimbra) ist ein portugiesischer Drehbuchautor und Filmregisseur.

## Leben
Ribeiro wurde in der Universitätsstadt Coimbra geboren und kam im Alter von einem Jahr nach Loulé an der Algarveküste, wo er aufwuchs. Später ging er an die Film- und Theaterhochschule Escola Superior de Teatro e Cinema (ESTC) in Lissabon. 1990 machte er dort seinen Abschluss in  Filmschnitt. Ergänzend studierte er an der Universität von Kalifornien in Los Angeles und am American Film Institute in Hollywood.
In den frühen 199ern begann er als Regisseur zu arbeiten, aber auch Drehbücher für sich und andere zu schreiben, vor allem für Fernsehfilme und Serien, später auch für Telenovelas. Seine erste Regiearbeit für einen Kinofilm war 2001 Duplo Exílio, der sich mit zwangsweise auf die Azoren repatriierten Portugiesen aus den USA beschäftigt und für den er auch das Drehbuch schrieb. Für seine Drehbucharbeiten für die Telenovela Belmonte des Privatsenders TVI war er 2014 und 2015 für Autorenpreise der SPA nominiert.
2020 erschien sein Historiendrama Terra Nova über ein Schiff der Frota Branca, die portugiesische Fischfangflotte, die zwischen Neufundland und Grönland jahrhundertelang Kabeljau fischte. Der Film lief auch als Fernseh-Mehrteiler bei RTP1 und wurde mehrfach ausgezeichnet, u. a. mit den Prémios Sophia.

## Filmografie

### Regie
- 1992: Jornalouco (Comedy-Fernsehserie) auch Drehbuch
- 1993: Cara Chapada (Comedy-Fernsehserie) auch Drehbuch
- 1994: O Assassino da Voz Meiga (Kurzfilm) auch Drehbuch
- 2001: Duplo Exílio auch Drehbuch
- 2001: Uma Noite Inesquecível (Fernsehfilm) auch Drehbuch
- 2006: Triângulo Jota (Fernsehserie, 6 Folgen)
- 2007: Vasco da Gama (Fernseh-Doku.) auch Drehbuch
- 2008: Casos da Vida (Fernsehserie, 8 Folgen)
- 2008–2009: Equador (Fernsehserie)
- 2009: Um Lugar Para Viver (Fernsehserie, 13 Folgen) auch Drehbuch
- 2010: Voice Mail (Kurzfilm) auch Drehbuch
- 2010: Voice Mail - 2 (Kurzfilm) auch Drehbuch
- 2011: Redenção (Fernsehserie, 4 Folgen) auch Drehbuch
- 2012: A Primeira Dama (Fernsehfilm) auch Drehbuch
- 2012: O Profeta (Fernsehfilm); auch Drehbuch
- 2012: Orfã do Passado (Fernsehfilm); R: auch Drehbuch
- 2012: A Mãe do Meu Filho (Fernsehfilm)
- 2020: Chamadas para a Quarentena (Fernsehserie, zwei Folgen)
- 2020: O Mundo Não Acaba Assim (Fernsehserie)
- 2020: Terra Nova; auch Drehbuch (2020 auch Fernsehmehrteiler)
- 2021: Vai Ficar Tudo Bem... (Kurzfilm) auch Drehbuch

### Drehbuch
- 1992: Jornalouco (Comedy-Fernsehserie) auch Regie
- 1993: Cara Chapada (Comedy-Fernsehserie) auch Regie
- 1994: O Assassino da Voz Meiga (Kurzfilm) auch Regie
- 2000: The Art of Amália (Doku.); R: Bruno de Almeida
- 2001: Duplo Exílio auch Regie
- 2001: Uma Noite Inesquecível (Fernsehfilm) auch Regie
- 2006: P.I.C.A. (Fernseh-Jugendmagazin, zwei Folgen)
- 2007: D. Afonso Henriques (Fernseh-Doku.); R: Rodrigo Areias
- 2007: Vasco da Gama (Fernseh-Doku.) auch Regie
- 2008: Casos da Vida (Fernsehserie, 8 Folgen)
- 2008: PICA - O Filme; R: Gil Ferreira
- 2009: Um Lugar Para Viver (Fernsehserie, 13 Folgen)
- 2009: Destino Imortal (Fernsehserie)
- 2010: Voice Mail (Kurzfilm) auch Regie
- 2010: Voice Mail - 2 (Kurzfilm) auch Regie
- 2011: O Dom (Fernsehserie, 4 Folgen)
- 2011: Redenção (Fernsehserie, 4 Folgen)
- 2011: Noite de Paz (Fernsehfilm); R: Jorge Cardoso
- 2012: Um Pequeno Desvio (Fernsehfilm); R: Nuno Franco
- 2012: A Primeira Dama (Fernsehfilm) auch Regie
- 2012: Incógnito (Fernsehfilm); R: Jorge Queiroga
- 2012: O Profeta (Fernsehfilm); auch Regie
- 2012: A Viagem do Sr. Ulisses (Fernsehfilm); R: Jorge Queiroga
- 2012: Orfã do Passado (Fernsehfilm); R: auch Regie
- 2012: A Casa das Mulheres (Fernsehfilm); R: João Cayatte
- 2013: Real Playing Game; R: Tino Navarro
- 2013: Belmonte (Telenovela, 31 Folgen)
- 2015–2016: Santa Bárbara (Telenovela)
- 2017–2018: Jogo Duplo (Telenovela)
- 2018–2020: Onde Está Elisa? (Telenovela)
- 2019: Teorias da Conspiração (Fernsehserie)
- 2020: Chamadas para a Quarentena (Fernsehserie, zwei Folgen)
- 2020: O Mundo Não Acaba Assim (Fernsehserie)
- 2020: Terra Nova; auch Regie (2020 auch Fernsehmehrteiler)
- 2021: Vai Ficar Tudo Bem... (Kurzfilm) auch Regie
- 2022: Por Ti (Telenovela)